# Shibukawa
Shibukawa (渋川市 Shibukawa-shi?) es una ciudad en la prefectura de Gunma, Japón, localizada en la parte central de la isla de Honshū, en la región de Kantō. El 1 de marzo de 2021 tenía una población estimada de 73 064 habitantes y una densidad de población de 304 personas por km².

## Geografía
Shibukawa se encuentra en la parte central de la prefectura de Gunma, en el extremo norte de las llanuras de Kantō, abarcando la unión del río Tone y el río Agatsuma. Limita con las ciudades de Maebashi, Numata y Takasaki, los pueblos de Higashiagatsuma, Nakanojō y Yoshioka y las villas de Takayama, Shōwa y Shintō.

## Historia
Durante el período Edo, el área de la actual Shibukawa prosperó desde su ubicación en la ruta Mikuni Kaidō que conectaba Takasaki con Niigata.
La ciudad moderna de Shibukawa se creó en el distrito de Nishigunma el 1 de abril de 1889. En 1896 el distrito de Nishiguma y el distrito de Kataoka se fusionaron para formar el distrito de Gunma, sin embargo, el área que contenía a Shibukawa se separó en octubre de 1949 en el distrito de Kitagunma. El 1 de abril de 1954, Shibukawa absorbió las villas de Furumaki, Kanashima y Toyoaki para convertirse en la ciudad de Shibukawa. El 20 de febrero de 2006 absorbió el pueblo de Ikaho y las villas de Komochi, Onogami y Akagi.

## Demografía
Según los datos del censo japonés, la población de Shibukawa se ha mantenido relativamente estable en los últimos 50 años.
| Gráfica de evolución demográfica de Shibukawa entre 1940 y 2015 |
|                                                                 |
| Oficina de Estadística de Japón                                 |

## Ciudades hermanas
Shibukawa está hermanado con:
- Abano Terme, Véneto, Italia, desde 1993;[10]
- Whakatane, Nueva Zelanda, desde 1992;[11]
- Logan City, Queensland, Australia, desde 1996;[12]
- Hawái, EE. UU., desde 1997;[13]
- Foligno, Umbria, Italia, desde 2000;[14]
- Changhua, Taiwán, desde 2014;[15]
- Distrito de Dashu, Kaohsiung, Taiwán, desde 2015.[16]